# Irán en los Juegos Paralímpicos de Turín 2006
Irán estuvo representado en los Juegos Paralímpicos de Turín 2006 por un deportista masculino. El equipo paralímpico iraní no obtuvo ninguna medalla en estos Juegos.